# Silvestre Revueltas
Silvestre Revueltas Sánchez (Santiago Papasquiaro, 31 december 1899 - Mexico-Stad, 5 oktober 1940) was een Mexicaans componist, muziekpedagoog, dirigent en violist.

## Levensloop
Op 8-jarige leeftijd kreeg hij zijn eerste vioolles. Toen hij met zijn ouders Gregorio (José) Revueltas Gutiérrez en Ramona (Romana) Sánchez Arias naar Mexico-Stad vertrok, ging hij daar vanaf 1913 studeren aan het Conservatorio Nacional de la Ciudad de México, bij José Rocabruna voor viool en Rafael J. Tello voor compositie. In 1917 heeft hij verder gestudeerd in de Verenigde Staten in de vakken viool en compositie, eerst aan het St. Edward College in San Antonio, Texas, en nadien bij Felix Borowsky aan het College of Music te Chicago, Illinois. Hij verbleef daar tot 1924.
Vanaf 1920 gaf hij zijn eerste openbare vioolconcerten.
Samen met Carlos Chávez organiseerde hij de eerste concerten met hedendaagse muziek in Mexico in 1924 en 1925, die een groot succes werden. Na een grote en succesrijke concertreis door Mexico en de Verenigde Staten samen met Carlos Chávez, die hem aan de piano begeleidde, ging hij in 1929 naar Mexico terug. In 1929 bood Carlos Chávez hem de positie als assistent-dirigent van het Orquesta Sinfónica de México aan, en hij bleef daar tot 1936. Samen hebben zij veel voor de promotie van de Mexicaanse muziek gedaan en een groot aantal werken gepubliceerd. Zo is een reeks van nationale Mexicaanse symfonische werken ontstaan: composities, gebaseerd op originaliteit en frisheid van inspiratie, gecombineerd met technisch meesterschap.
In 1933 werd hij professor voor viool en kamermuziek aan het Conservatorio Nacional de Música en dirigent van het Orquesta Sinfónica de la Universidad Nacional Autónoma de México (UNAM). Eveneens was hij directeur van de Escuela Nacional de Música. In 1937 ging hij naar Spanje, om aan de culturele activiteiten van de Republikeinen in de Spaanse Burgeroorlog mee te werken. Hij werd lid van de muzieksectie van de republikeinse regering en organiseerde en dirigeerde concerten.
In 1938 kwam hij naar Mexico-Stad terug, waar hij van toen af aan in armoede en teruggetrokken leefde. Hij schreef nog muziek voor film alsook het orkestwerk Sensemayá, dat hem wereldfaam bracht.
Silvestre Revueltas behoort naast Carlos Chávez tot de belangrijkste componisten van Mexico in de eerste helft van de 20e eeuw.

## Composities

### Werken voor orkest
- 1930 Cuauhnáhuac poema sinfónico, voor orkest
- 1931 Esquinas voor orkest
- 1932 Colorines voor kamerorkest
- 1932 Ventanas voor orkest
- 1933 Janitzio voor orkest
- 1934 Caminos voor orkest
- 1936 Homenaje a Federico García Lorca voor kamerorkest
  1. Baile
  2. Duelo
  3. Son
- 1937 Itinerarios voor orkest
- 1938 Suite uit "Redes" voor orkest
  1. Los pescadores
  2. Salida a la pesca
- 1938 Sensemayá para gran orquesta - para canto y pequeña orquesta sobre texto del poeta cubano Nicolás Guillén
- 1938 Suite uit "Música para Charlar" voor kamerorkest
- 1939 Suite uit "La Noche de los Mayas" voor orkest
  1. Noche de los Mayas
  2. Noche de jaranas
  3. Noche de Yucatán
  4. Noche de encantamiento
- 1939 Bajo el signo de la muerte
- 1940 Suite uit "La Coronela"
  1. Los privilegiados
  2. Los desheredados
  3. La pesadilla de Don Ferruco
  4. El juicio final
- Alcancías voor kamerorkest
- Danza Geometrica voor orkest (identiek met: Planos)
- Paisajes voor kamerorkest

### Werken voor harmonieorkest
- 1936 Homenaje a Federico García Lorca, voor harmonieorkest
- 1938 Mexican Dance uit "Redes"

### Muziektheater
- 1933 El Renacuajo Paseador ballet
- 1933 Troka ballet pantomima
- 1940 La Coronela - (De vrouwelijke Colonel) ballet (voltooid door Blas Galindo, Candelario Huizar, Eduardo Hernandez Moncada) - tekst: Waldeen Falkenstein
- 1939 La Noche de los Mayas ballet

### Kamermuziek
- 1929 Cuatro pequeños trozos voor twee violen en cello
- 1929 Pieza, sin nombre voor tien instrumenten
- 1930-1931 Tres cuartetos de cuerda - (Drie strijkkwartetten)
  1. kwartet no. 1
    1. Allegro energico
    2. Vivo

  2. kwartet no. 2 "Magueyes"
    1. Allegro giocoso
    2. Molto vivace
    3. Allegro molto sostenuto

  3. kwartet no. 3
    1. Allegro con brio
    2. Misterioso y fantastico
    3. Lento-Allegro
- 1932 Strijkkwartet No. 4 - "Música de Feria"
- 1932 Tres piezas voor viool en piano
- 1933 Tres Sonetos voor zang, drie klarinetten, fagot, hoorn, twee trompetten, tuba, tamtam en piano - tekst: Carlos Pellicer
- Batik voor fluit, twee klarinetten, twee violen, altviool en cello
- El afilador voor viool en piano
- First & Second Little Serious Piece voor piccolo, hobo, trompet, klarinet en baritonsaxofoon
- Four Little Pieces voor twee violen en cello
- Frente a frente voor zang, twee trompetten, twee trombones, tuba en kleine trom
- La hora de junio voor fluit, hobo, twee klarinetten, basklarinet, twee hoorns, trompet, trombone, tuba, tamtam, piano en strijkers
- Música de Feria voor strijkkwartet
- Ocho por Radio voor klarinet, fagot, trompet, twee violen, cello, contrabas en slagwerk
- Planos voor twee violen, klarinet, trompet, basklarinet, fagot, cello, contrabas en piano
- Porras sindical única, voor fluit, klarinet in Es, drie trompetten, hoorn, trombone, tuba en slagwerk
- Three Pieces voor viool en piano
- Tierra pa'las macetas voor viool en piano
- Toccata voor piccolo, drie klarinetten, hoorn, trompet, pauken en viool
- Un Canto de Guerra de los Frentes Leales voor drie trompetten, drie trombones, tuba, pauken en piano

### Vocale muziek
- 1931 Dúo para pato y canario voor sopraan en piano, twee fluiten, hobo, klarinet, fagot, trompet, trombone en slagwerk - tekst: Carlos Barrera
- 1931 El Tecolote voor sopraan en piano, fluit, twee hobo's, fagot, hoorn, viool en cello - tekst: Daniel Castañeda
- 1932 Ranas voor sopraan en piano, twee fluiten, hobo, fagot, hoorn, trompet, slagwerk, twee violen en cello - tekst: Daniel Castañeda
- 1934 Parián voor sopraan, gemengd koor en orkest - tekst: Carlos Barrera
- 1937-1938 No Sé por qué Piensas Tú voor bariton en kamerorkest - tekst: Nicolás Guillén
- 1937-1938 Caminando voor zang en kamerorkest - tekst: Nicolás Guillén
- Dos Canciones voor diepe stem en piano - tekst: R. López Velarde, Nicolás Guillén
- Hora de Junio voor spreker en kamerorkest - tekst: Carlos Pellicer
- Siete canciones voor mezzosopraan en kamerorkest - tekst: Federico García Lorca en A. Trueba

### Filmmuziek
- 1934 Redes
- 1935 Vámonos con Pancho Villa van Fernando de Fuentes
- 1939 El Indio
- 1939 La Noche de los Mayas
- 1939 El Signo de la muerte
- 1939 Los de abajo
- Musica para Charlar

## Publicaties
- Chronological catalog of works by the Mexican composer Silvestre Revueltas, Boletin Musical artes, no.40 (June 1953), p. 23-24.
- Notas y escritos. (Fragmentos), Nuestra Musica [Mexico, D. F.], v.2, no.3 (July 1946), p. 147-152.